# Coupe d'Arménie de football 2011-2012
Navigation
Coupe d'Arménie 2011 Coupe d'Arménie 2012-2013
La Coupe d'Arménie 2011-2012 est la 21e édition de la Coupe d'Arménie depuis l'indépendance du pays. Elle prend place entre le 19 novembre 2011 et le 29 avril 2012. Cette saison voit le passage de la compétition d'un format sur une année à un format à cheval sur deux années.
Un total de huit équipes participe à la compétition, correspondant à l'ensemble des clubs de la première division 2011.
La compétition est remportée par le Shirak FC qui s'impose contre le Impuls Dilidjan à l'issue de la finale pour gagner sa première coupe nationale. Cette victoire permet au Shirak de se qualifier pour la Ligue Europa 2012-2013.

## Quarts de finale
Les matchs aller sont disputés les 19 et 20 novembre 2011, et les matchs retour quelques jours plus tard les 23 et 24 novembre suivants.
| Équipe 1             | Score | Équipe 2             | Aller | Retour |
| -------------------- | ----- | -------------------- | ----- | ------ |
| Gandzasar Kapan (D1) | 0 - 2 | (D1) Impuls Dilidjan | 0 - 1 | 0 - 1  |
| Ulisses FC (D1)      | 5 - 4 | (D1) Ararat Erevan   | 3 - 1 | 2 - 3  |
| Shirak FC (D1)       | 2 - 1 | (D1) Banants Erevan  | 2 - 1 | 0 - 0  |
| Pyunik Erevan (D1)   | 1 - 3 | (D1) Mika Erevan     | 0 - 0 | 1 - 3  |

## Demi-finales
Les matchs aller sont disputés les 17 et 18 mars 2012, et les matchs retour les 11 et 12 avril suivants.
| Équipe 1             | Score  | Équipe 2         | Aller | Retour |
| -------------------- | ------ | ---------------- | ----- | ------ |
| Impuls Dilidjan (D1) | 2 - 1  | (D1) Ulisses FC  | 2 - 1 | 0 - 0  |
| Shirak FC (D1)       | 2E - 2 | (D1) Mika Erevan | 0 - 1 | 2 - 1  |

## Finale
La finale de cette édition oppose le Shirak FC à l'Impuls Dilidjan. Finaliste malheureux la saison précédente, le Shirak dispute à cette occasion sa cinquième finale depuis 1993, ne l'ayant jamais emporté jusqu'ici. L'Impuls joue quant à lui sa première finale de coupe.
La rencontre est disputée le 29 avril 2012 au stade municipal (en) de Gyumri, où est localisé le club du Shirak. L'attaquant du Shirak Yoro Lamine Ly est le seul buteur du match, trouvant le chemin des filets à la 38e minute et permettant aux siens de remporter la compétition pour la première fois de leur histoire.
| Entraîneur :        |
| Vardan Bichakhchyan |

| Entraîneur :               |
| Armen Gyulbudaghyants (en) |

| Entraîneur :        |
| Vardan Bichakhchyan |

| Entraîneur :               |
| Armen Gyulbudaghyants (en) |